# 孫程
孫 程（そん てい、生年不詳 - 132年）は、後漢の宦官。字は稚卿。本貫は涿郡北新城県。

## 経歴
安帝のとき、孫程は中黄門となり、長楽宮に給事した。
121年（建光元年）に太后の鄧綏が死去し、鄧氏一族が粛清されると、宦官の李閏・江京・樊豊・劉安・陳達や安帝の乳母の王聖や外戚の耿宝・閻顕らが宮中や朝廷を専横するようになり、太尉の楊震が自殺に追いこまれ、皇太子劉保が廃位されて済陰王に降格した。
125年（延光4年）、安帝が死去すると、少帝が擁立された。樊豊が処刑され、耿宝と王聖が失脚した。
10月、少帝の病が重篤になると、孫程は済陰王謁者の長興渠や中黄門の王康や長楽太官丞の王国らと済陰王の復権を画策した。27日になって少帝が死去すると、閻顕は江京と相談して諸王子を召し出して帝嗣とするよう閻太后に申し上げた。済北王の子と河間王の子が召還されたが、まだ洛陽に到着しなかった。11月2日、孫程は王康ら18人と西鐘の下に集まって謀議し、みな単衣を戴いて誓いあった。4日夜、孫程らは崇徳殿上に集合し、章台門に入った。孫程と王康は江京・劉安・陳達を斬り、李閏を刃で脅して済陰王擁立に同意させた。済陰王劉保（順帝）は西鐘の下に迎えられ、皇帝に即位した。閻顕は捕らえられて獄に送られた。
孫程は功績により浮陽侯に封じられ、騎都尉に任じられた。
126年（永建元年）、孫程は司隷校尉の虞詡に罪を告発された。孫程は免官され、浮陽侯国への出向を命じられた。後に宜城侯に徙封された。孫程は宜城侯国に到着したものの、憤懣やるかたなく、印綬と符策に封をして返還し、洛陽に逃げ帰った。順帝の命により孫程は捕まえられ、宜城侯国に連れ戻された。
128年（永建3年）、順帝の命により孫程は洛陽に召還され、再び騎都尉に任じられた。132年（陽嘉元年）、孫程の病が重くなり、奉車都尉に任じられ、特進の位を受けた。死去すると、車騎将軍の印綬を追贈され、剛侯と諡された。
孫程は弟に封国を譲りたいと遺言しており、順帝はこれを認めたものの、封国を分割して養子の孫寿が浮陽侯に封じられた。

## 伝記資料
- 『後漢書』巻78 列伝第68